# داني جونغ
داني جونغ (بالدنماركية: Danny Jung)‏ (5 أغسطس 1971 بكوبنهاغن في الدنمارك - ) هو لاعب كرة قدم دانمركي في مركز الهجوم.

## وصلات خارجية
- داني جونغ على موقع قاعدة بيانات كرة القدم.إي يو (الإنجليزية)